# Salvatore Bellomo
Salvatore Bellomo (Hornu, 18 giugno 1951 – 9 febbraio 2019) è stato un wrestler italiano naturalizzato belga.
Lottò principalmente come jobber nella World Wrestling Federation degli anni ottanta.

## Carriera
Figlio di immigrati italiani nato in Belgio, Bellomo si trasferì negli Stati Uniti per intraprendere l'attività di wrestler. In America lottò utilizzando vari ring name di derivazione italiana, ed interpretando il ruolo del beniamino del pubblico dimostrando di possedere un notevole bagaglio tecnico sul ring. In questo primo periodo di carriera si aggiudicò alcuni titoli, inclusi NWA Canadian Tag Team Championship e WXW Heavyweight Championship.

### World Wrestling Federation (1983–1987)

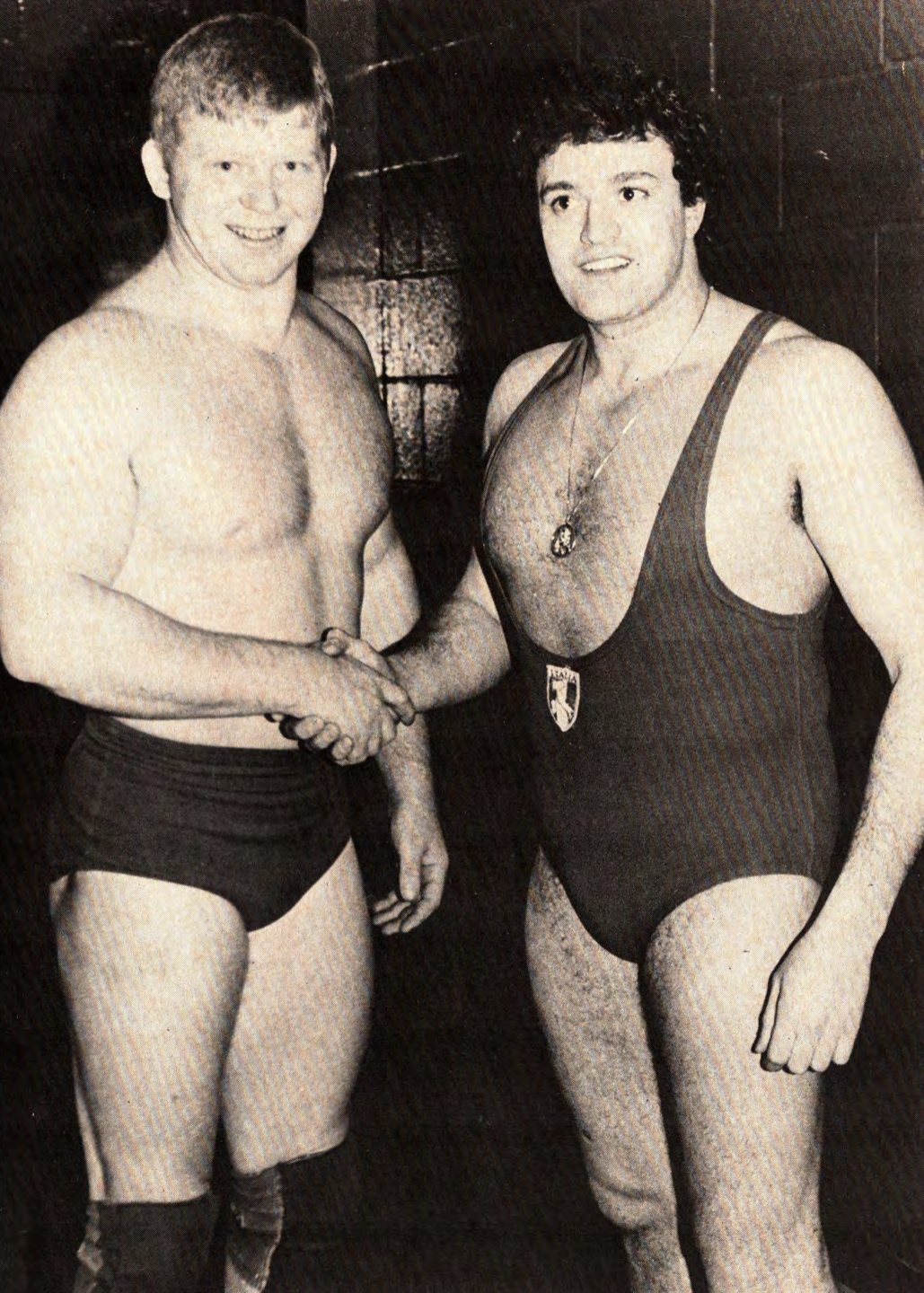
Bellomo (destra) insieme a Bob Backlund (1983)

Nel 1983 entrò nella World Wrestling Federation di Vince McMahon dove disputò vari match con Johnny Rodz, Tony Colon, e Butcher Vachon. Inoltre, il 4 agosto 1984 Bellomo lottò contro l'ex campione mondiale WWF Bob Backlund allo Spectrum di Filadelfia, fungendo da jobber per Backlund in quello che sarebbe rimasto il suo ultimo match in WWF in un decennio.
Da questo punto in poi, Bellomo divenne un vero e proprio jobber da far inevitabilmente perdere contro i grandi nomi della federazione o le giovani promesse. Egli venne persino sconfitto (in modo "pulito") da Bobby "The Brain" Heenan in un match svoltosi al Madison Square Garden nel novembre 1984. Essere un perdente non era un ruolo ignominioso come sembrerebbe, in quanto Bellomo in questa veste ebbe l'opportunità di incontrare molti lottatori famosi e di girare il mondo. Nel 1985, durante una puntata del talk show Piper's Pit, Bellomo fece un'apparizione a sorpresa, e il conduttore Rowdy Roddy Piper lo apostrofò con le seguenti parole: «What are you doing here? I didn't order a pizza!» ("Cosa ci fai qui? Non ho mica ordinato una pizza!"). Successivamente Bellomo venne irriso ed aggredito da Piper, Cowboy Bob Orton e "Mr. Wonderful" Paul Orndorff, prima di essere salvato dall'arrivo di Junkyard Dog.

### Eastern Championship Wrestling (1993–1994)
Nel 1993 Bellomo passò alla NWA Eastern Championship Wrestling, dove, con l'identità di "Wildman" Bellomo, prese parte al primo match per il titolo ECW perdendo contro Jimmy Snuka. I suoi ultimi incontri in ECW ebbero luogo nel 1994, e furono due (sorprendenti) vittorie contro Don E. Allen e Billy Firehawk.

## Vita successiva

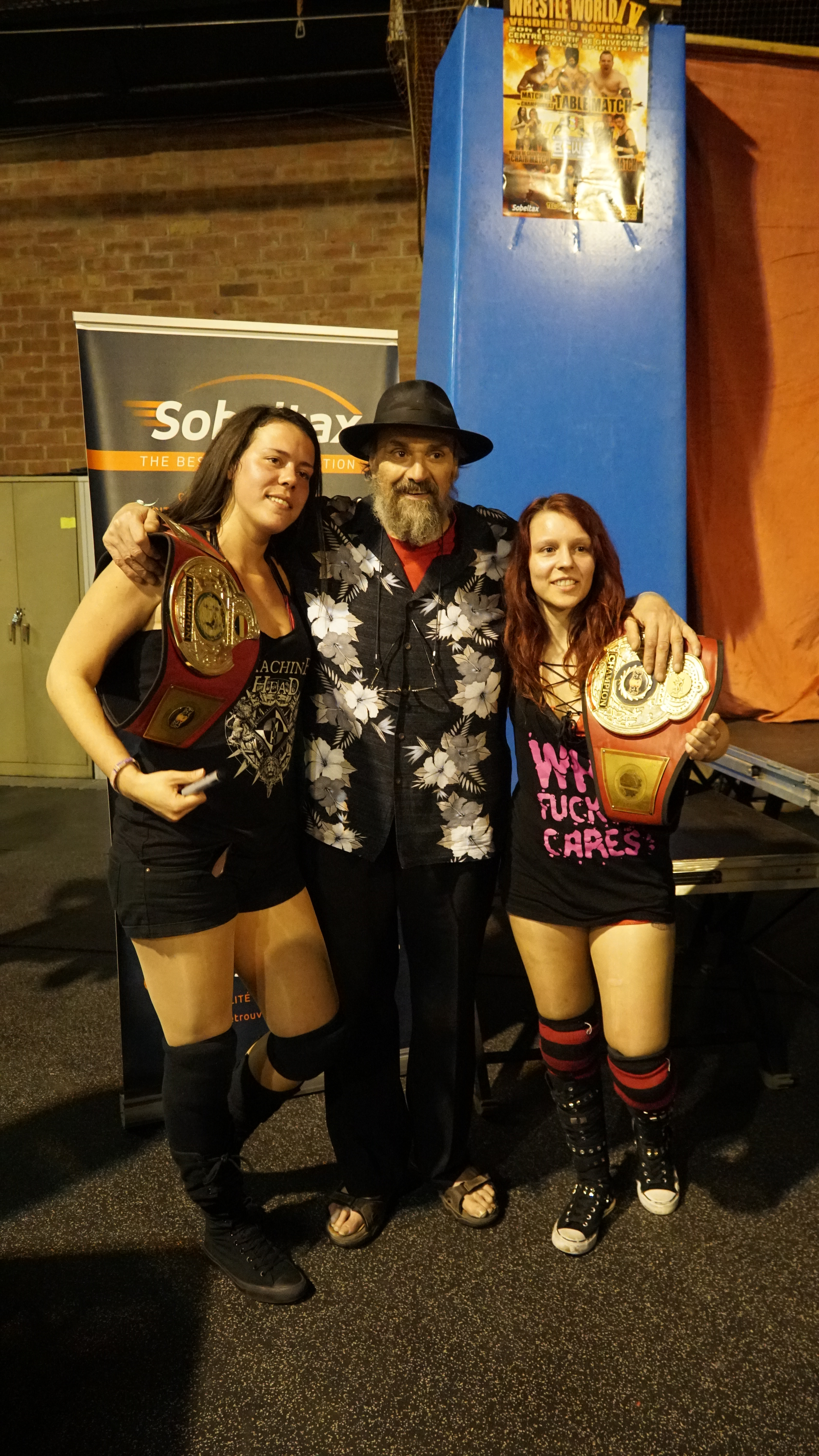
Salvatore Bellomo nel 2018

Dopo essersi definitivamente ritirato dal ring il 25 novembre 2006, Bellomo continuò a lavorare dietro le quinte nel mondo del wrestling. Svolse l'attività di allenatore di giovani talenti presso la Belgian Wrestling School di Terhagen e Flémalle (Belgio).

## Morte
Bellomo è morto nel 2019 all'età di 67 anni, a causa di un tumore.

## Nel wrestling
Mosse finali
- Pizza Splash
- Mule Kick

Manager
- The Cosmic Commander
- Stevie Wonderful

## Titoli e riconoscimenti
- NWA All-Star Wrestling
  - NWA Canadian Tag Team Championship (Vancouver version) (2) - con Mike Sharpe (1) e Bill Cody (1)
  - NWA Pacific Coast Heavyweight Championship (Vancouver version) (1)
- NWA Hollywood Wrestling
  - NWA Americas Tag Team Championship (1) - con Victor Rivera
- Pro Wrestling Illustrated
  - 276º classificato nella lista dei migliori 500 wrestler singoli nei PWI 500 del 1992.
- World Xtreme Wrestling
  - WXW Heavyweight Championship (1)
  - WXW Tag Team Championship (1) - con The Mad Russian